# Unitat de disc òptic

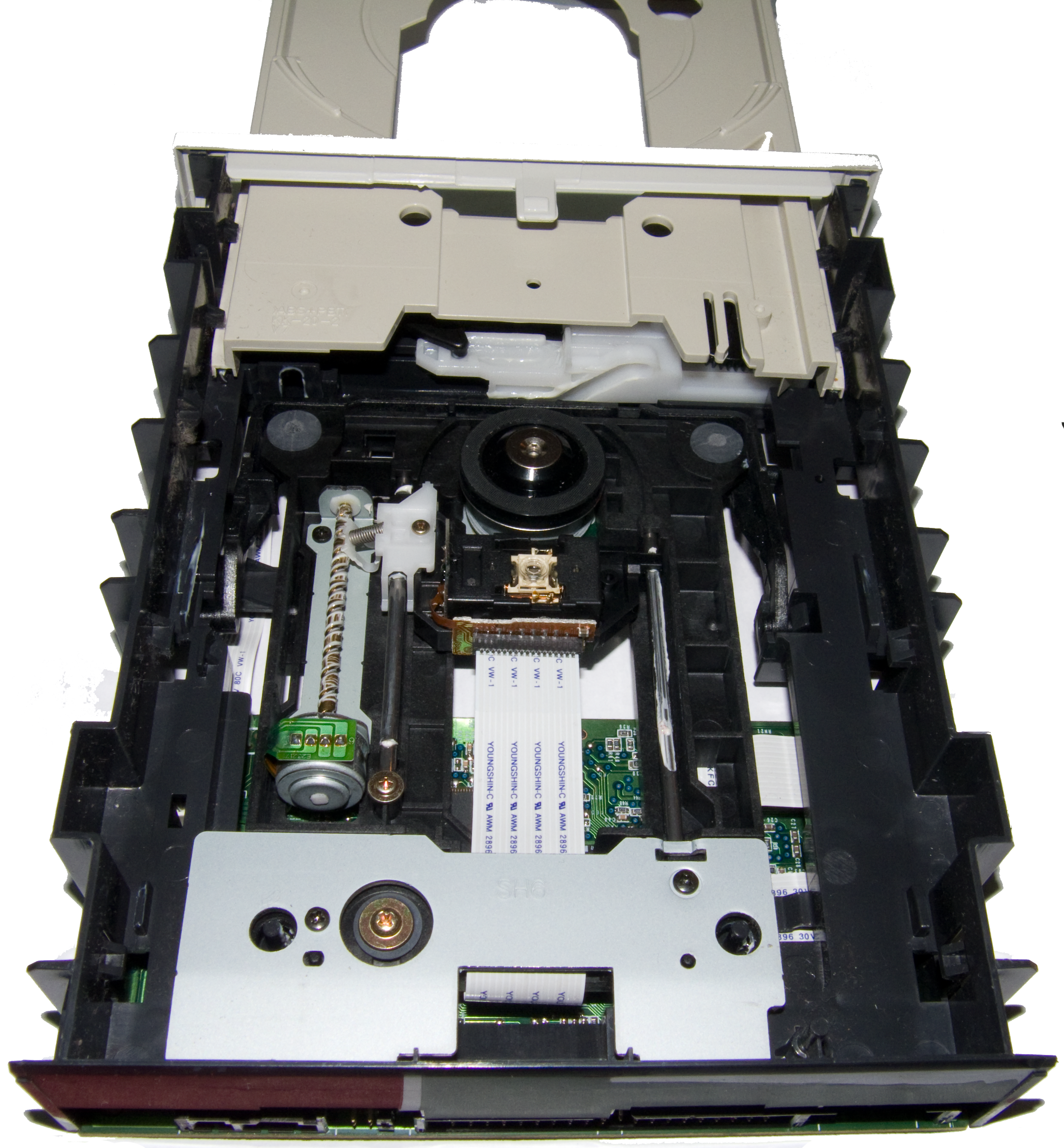
Unitat Lectora de CD-ROM per a ordinador personal sense tapa.

Una unitat de disc òptic és un dispositiu electrònic que permet la lectura o escriptura de dades des d'un arxiu a discos òptics, com CD's o DVD's, mitjançant l'ús d'un feix de raig làser i la posterior transformació d'aquests en impulsos elèctrics que l'ordinador interpreta. Algunes unitats només poden llegir discos (unitats lectores de discs òptics), mentre que les gravadores de discs òptics poden llegir i escriure les dades. Així, per referir-se a la unitat amb les dues capacitats es sol usar el terme lecto-gravadora.
Els CD (discs compactes), DVD (discs versàtils digitals) i BD (discs Blue-ray) són els medis més comuns compatibles amb unitats de disc òptic.
Les unitats de discos òptics són una part integrant dels aparells de consum autònoms com els reproductors de CD, reproductors de DVD i gravadores de DVD. També són usades molt comunament en els ordinadors per llegir programari i mitjans de consum distribuïts en format de disc, i per gravar discos per a l'intercanvi i arxiu de dades. Els lectors òptics poden ser connectats a la computadora per la interfície IDE (ATA), per una interfície SCSI o una interfície propietària, com la interfície de Panasonic. La majoria dels lectors de CD poden també llegir CD d'àudio (CDA) i CD de vídeo (VCD) amb el programari apropiat.
Les unitats de discos òptics (juntament amb les memòries flaix) han desplaçat a la disquetera i a les unitats de cintes magnètiques per a les tasques d'emmagatzematge i recuperació de dades a causa del baix cost dels mitjans òptics i la gairebé ubiqüitat de les unitats de discos òptics en els ordinadors personals i en aparells d'entreteniment de consum i la seva gran capacitat d'emmagatzematge. Tot i això, la gravació de discos en general està restringida a la distribució comercial i a la còpia de seguretat personal de material comprat personalment.

## Funcionament
La unitat de disc òptic és una variant d'emmagatzematge informàtic sorgit a finals del segle XX en el qual la gravació i reproducció es realitza mitjançant l'ús d'un feix de raig làser que interpreta les refraccions provocades sobre la seva pròpia emissió. El raig làser, es veurà reflectit o no reflectit pel disc en funció de si a la pista hi ha un pou o un pla. El sistema de lectura òptica per làser que utilitzen les unitats de disc òptic va ser introduït pels laboratoris Philips l'any 1980.

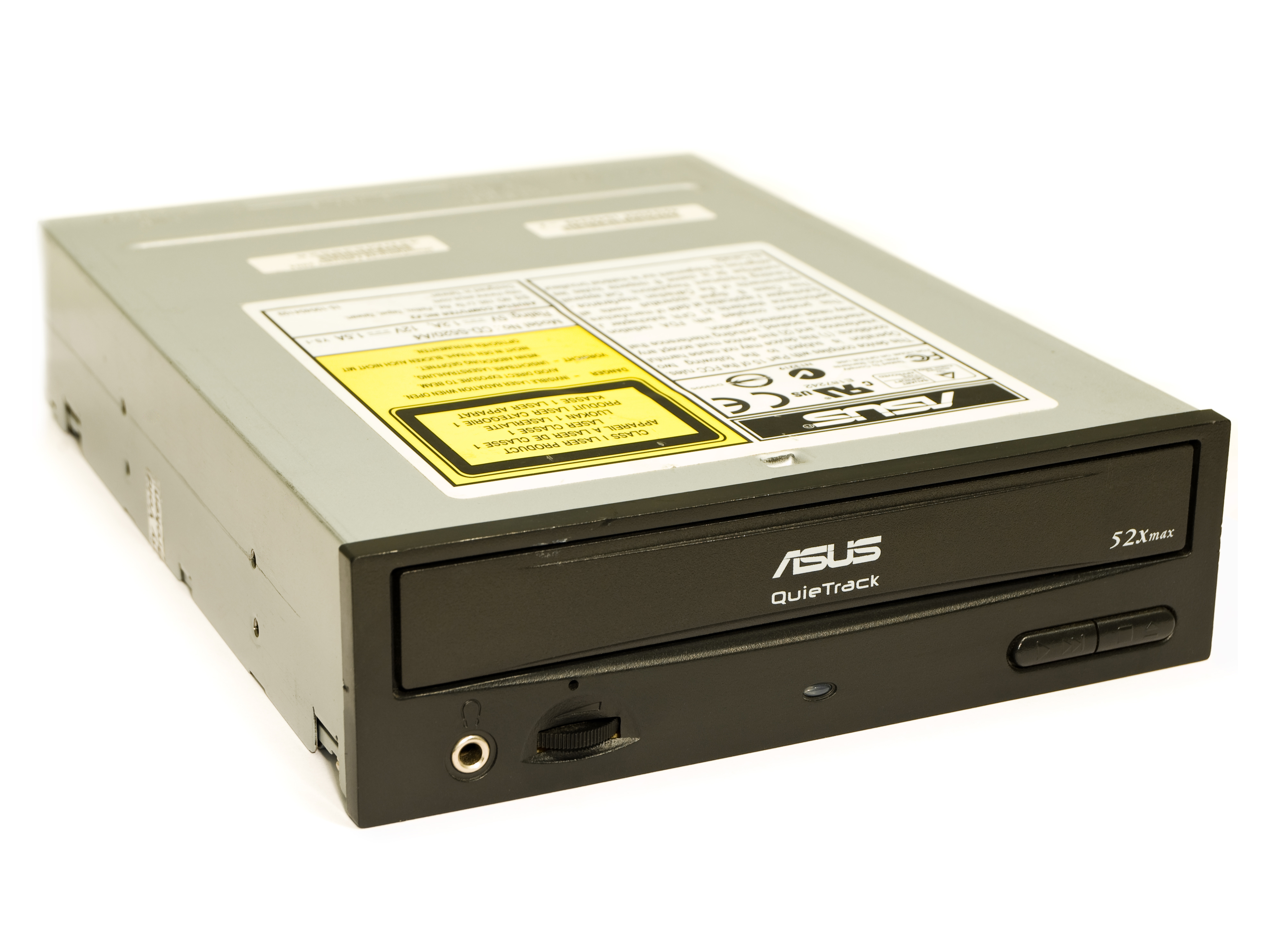
Una unitat de CD-ROM per a ordinador personal.

En el cas d'un CD els pous tenen una amplària de 0,6 micròmetres (µm), mentre que la seva profunditat (respecte als plans) es reduïx a 0,12 µM. La longitud de pous i plans està entre les 0,9 i les 3,3 µm. Entre una revolució de l'espiral i les adjacents hi ha una distància aproximada d'1,6 µm (fet que dona en sentit radial prop de 45.000 pistes per centímetre).
És creença comuna que un pou correspon a un valor binari i un pla a l'altre valor. No és així, sinó que els valors binaris són detectats per les transicions de pou a pla, i viceversa: una transició determina un 1 binari, mentre que la longitud d'un pou o un pla indica el nombre consecutiu de 0's binaris.
Els pous són escrits per gravadores de CD-R (sovint anomenades «cremadores»), dispositiu similar al lector de CD, amb la diferència que fa el contrari que el lector, és a dir, transforma impulsos elèctrics en un feix de llum làser que emmagatzemen en el CD dades binàries en forma de pous i plans.

## Velocitats de transferència
El valor de la velocitat de transferència s'indica pel valor velocitat X, on el factor X de velocitat indica el número de vegades més ràpid que funciona el dispositiu respecte a un reproductor de CD's convencional.
| Velocitat | KiB/s        | Mbit/s     | RPM                |
| --------- | ------------ | ---------- | ------------------ |
| 1×        | 150          | 1.23       | 200–500            |
| 2×        | 300          | 2.46       | 400-1,000          |
| 4×        | 600          | 4.92       | 800–2,000          |
| 8×        | 1,200        | 9.83       | 1,600–4,000        |
| 10×       | 1,500        | 12.3       | 2,000–5,000        |
| 12×       | 1,800        | 14.7       | 2,400–6,000        |
| 20×       | 1,200–3,000  | up to 24.6 | 4,000 (CAV)        |
| 32×       | 1,920–4,800  | up to 39.3 | 4,800 (CAV)        |
| 36×       | 2,160–5,400  | up to 44.2 | 7,200 (CAV)        |
| 40×       | 2,400–6,000  | up to 49.2 | 8,000 (CAV)        |
| 48×       | 2,880–7,200  | up to 59.0 | 9,600 (CAV)        |
| 52×       | 3,120–7,800  | up to 63.9 | 10,400 (CAV)       |
| 56×       | 3,360–8,400  | up to 68.8 | 11,200 (CAV)       |
| 72×       | 6,750–10,800 | up to 88.5 | 2,000 (multi-beam) |